# Леон Гловацький
Леон Гловацький (фр. Léon Glovacki / пол. Léon Glovacki; нар. 19 лютого 1928, Ліберкур, Франція — пом. 9 вересня 2009, Женева, Швейцарія) — французький футболіст та тренер польського походження, виступав на позиції нападника.

## Клубна кар'єра
Народився в Ліберкурі в родині польських іммігрантів. Виріс в Евен-Мальмезоні. З 14 років працював підмайстром. Тоді ж розпочав грати в футбол. З 18-ти років працював слюсарем на нафтопереробному заводі в Тюмері. Грав за заводську футбольну команду. Через рік він потрапив до складу клубу «Дуе», а звідти через два роки перейшов у «Труа».
У 1952 році перейшов у «Реймс», в якому разом з Раймоном Копа та Брамом Аппелем утворив атакувальне тріо.
У 1956 році в складі «Реймса» дійшов до фіналу першого розіграшу Кубка чемпіонів.
З 1957 року грав за «Монако» та «Сент-Етьєн». У 1960 році повернувся в «Реймс» за наполяганням Раймона Копи, який хотів грати разом з ним.

## Кар'єра в збірній
У 1953 році дебютував у складі збірної Франції в грі з Люксембургом, яка завершилася перемогою «триколірних» з рахунком 6:1.
У 1954 році увійшов до заявки збірної на чемпіонат світу. Зіграв у стартовому матчі проти Югославії, який французи програли з рахунком 0:1.

## Кар'єра тренера
Після завершення кар'єри гравця працював тренером «Діжона» й «Олімпіка» з Авіньйона.

## По завершенні кар'єра
Після завершення спортивної кар'єри оселився в Женеві, працював у сфері нерухомості. Продавав будинки та елітну нерухомість.

## Досягнення
«Реймс»
- Ліга 1
  -  Чемпіон (3): 1952/53, 1954/55, 1961/62

- Трофей чемпіонів
  -  Володар (1): 1955

- Кубок Франції
  -  Володар (1): 1949/50

- Кубок Шарля Драго
  -  Володар (1): 1954

- Латинський кубок
  -  Володар (1): 1953